# Peter Palmqvist
Leif Peter Palmqvist, född 23 juni 1969, är en tidigare professionell fotbollsspelare, som spelade för BK Häcken i Allsvenskan och Superettan 1995-2001 och för Eskilstuna City FK 2001-2003. Han tränade BK Häckens juniorlag och Lärje-Angereds IF, men nu tränar han Bergums IF i svenska division 5.
Peter har även varit och provtränat i portugisiska laget Vitória FC.